# Бонго-багирми језици
Бонго-багирми је грана централносуданских језика која се састоји из око 40 појединачних језика. Заступљени су у Чаду, Централноафричкој Републици, Судану и Јужном Судану. њиме се служи неколико стотина хиљада људи.

## Подела
Најзначајнији језици ове гране су:
1. бонго,
2. багирми,
3. јулу,
4. сара,
5. сињар